# Osiedle Reda
Osiedle Reda – osiedle mieszkaniowe spółdzielni "Bryza", zbudowane w Szczecinie w latach 80. XX wieku w środkowej części szczecińskiego osiedla Gumieńce dla pracowników PŻM.
Na osiedlu stoi 8 jedenastopiętrowych wieżowców oraz dwa czteropiętrowe bloki. Znajdują się tam także sklepy spożywcze, sklepy przemysłowe, apteki, poczta, banki, gabinety lekarskie, gabinety kosmetyczne i pizzeria. Nazwę swą osiedle zawdzięcza stojącemu opodal i czynnemu do niedawna hotelowi "Reda" sieci Orbis (później "Ibis Budget"). 
Łączność osiedla z innymi dzielnicami Szczecina zapewnia sześć linii autobusowych dziennych - 53, 60, 61, 62, 241, 243. W sąsiedztwie osiedla znajdują się budynki Wydziału Humanistycznego i Wydziału Zarządzania i Ekonomiki Usług Uniwersytetu Szczecińskiego.

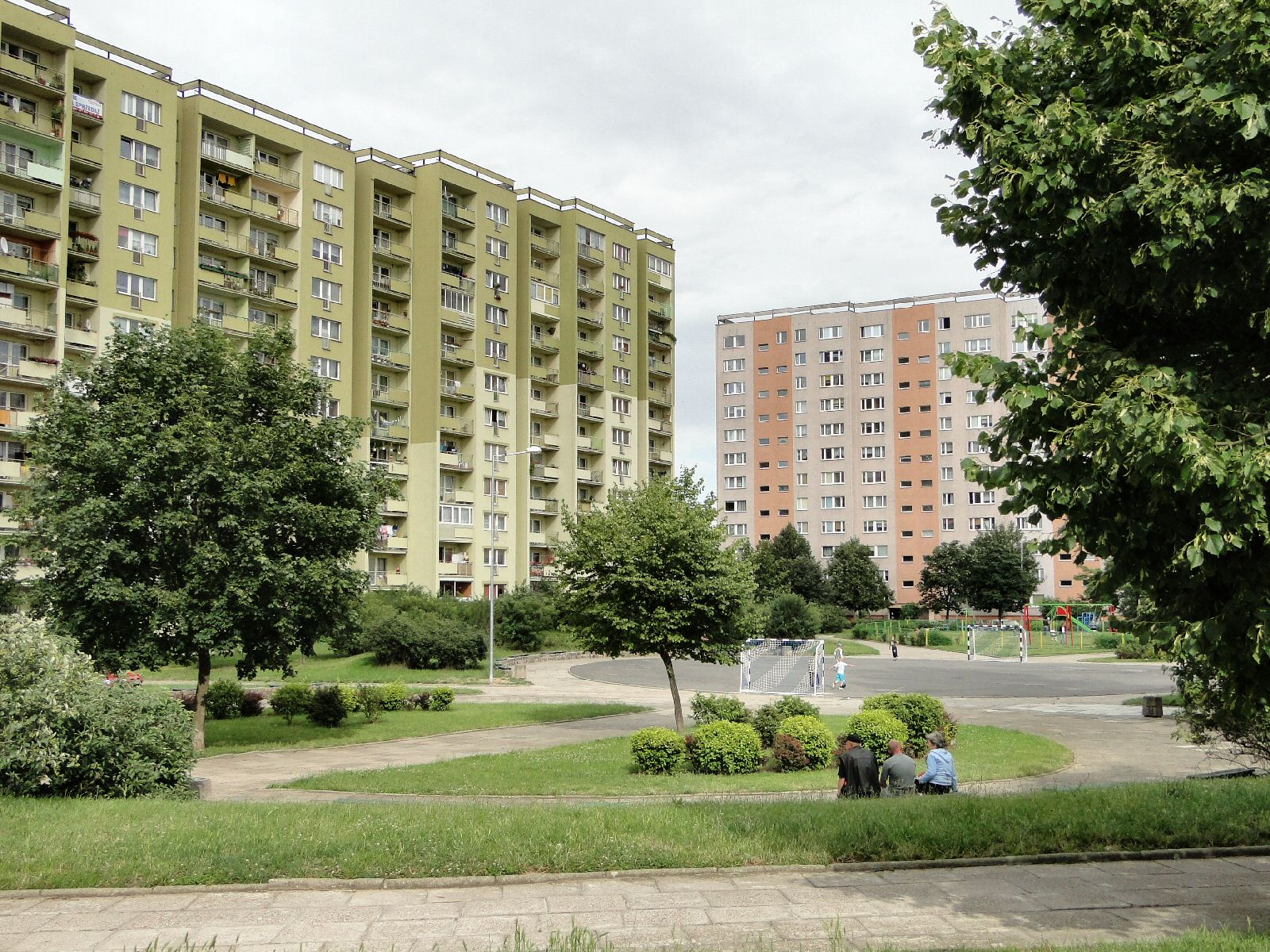
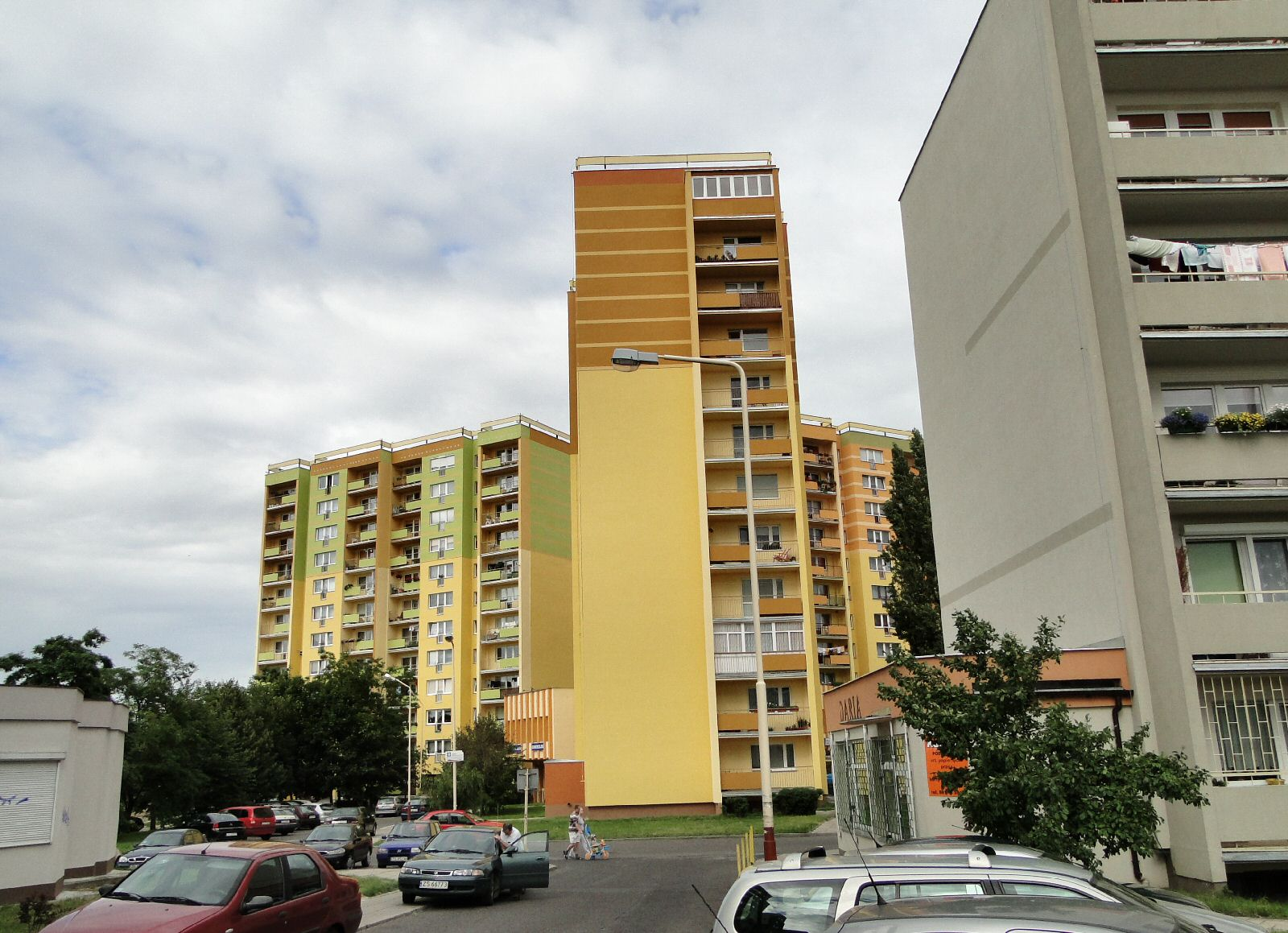
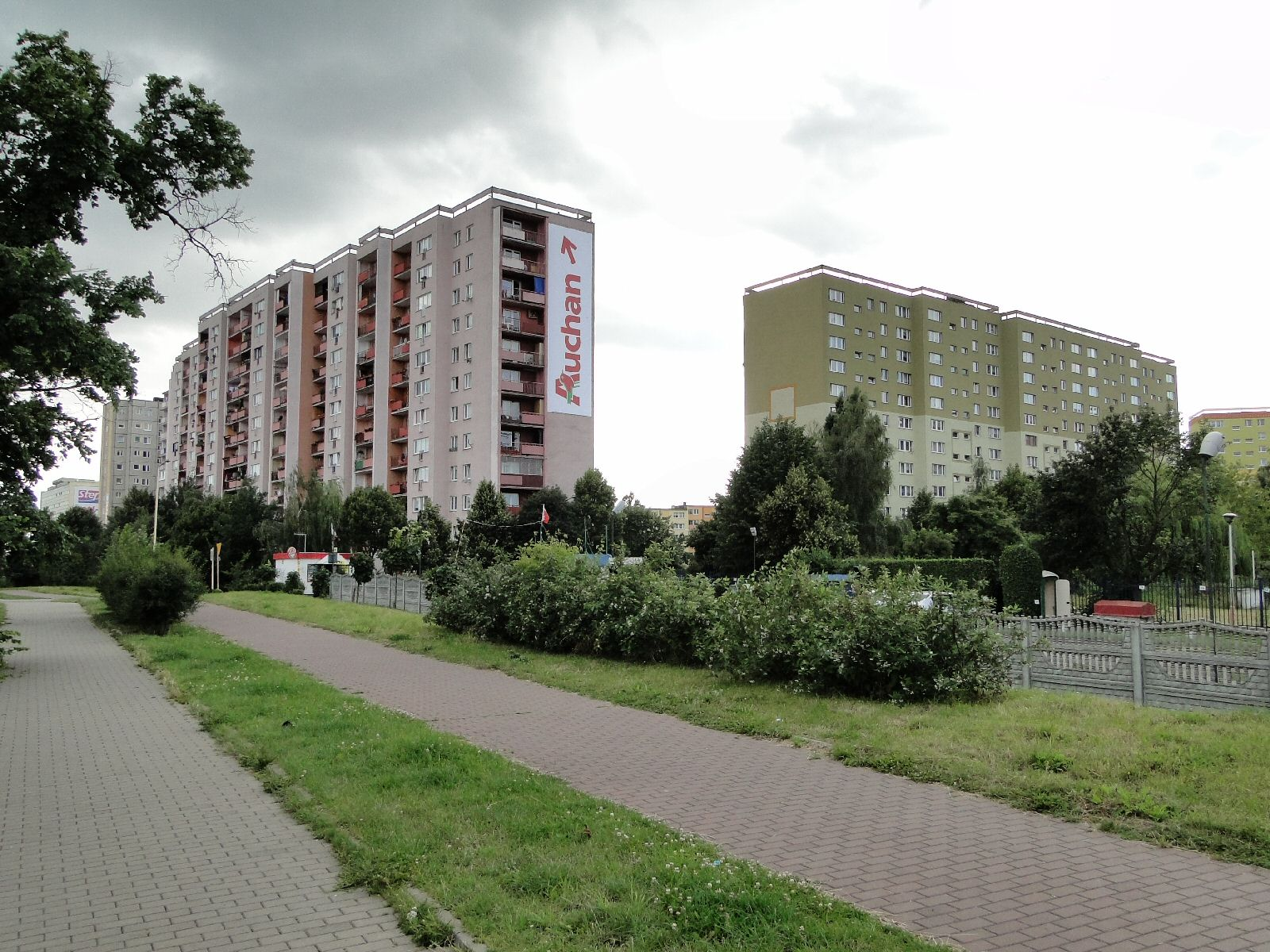
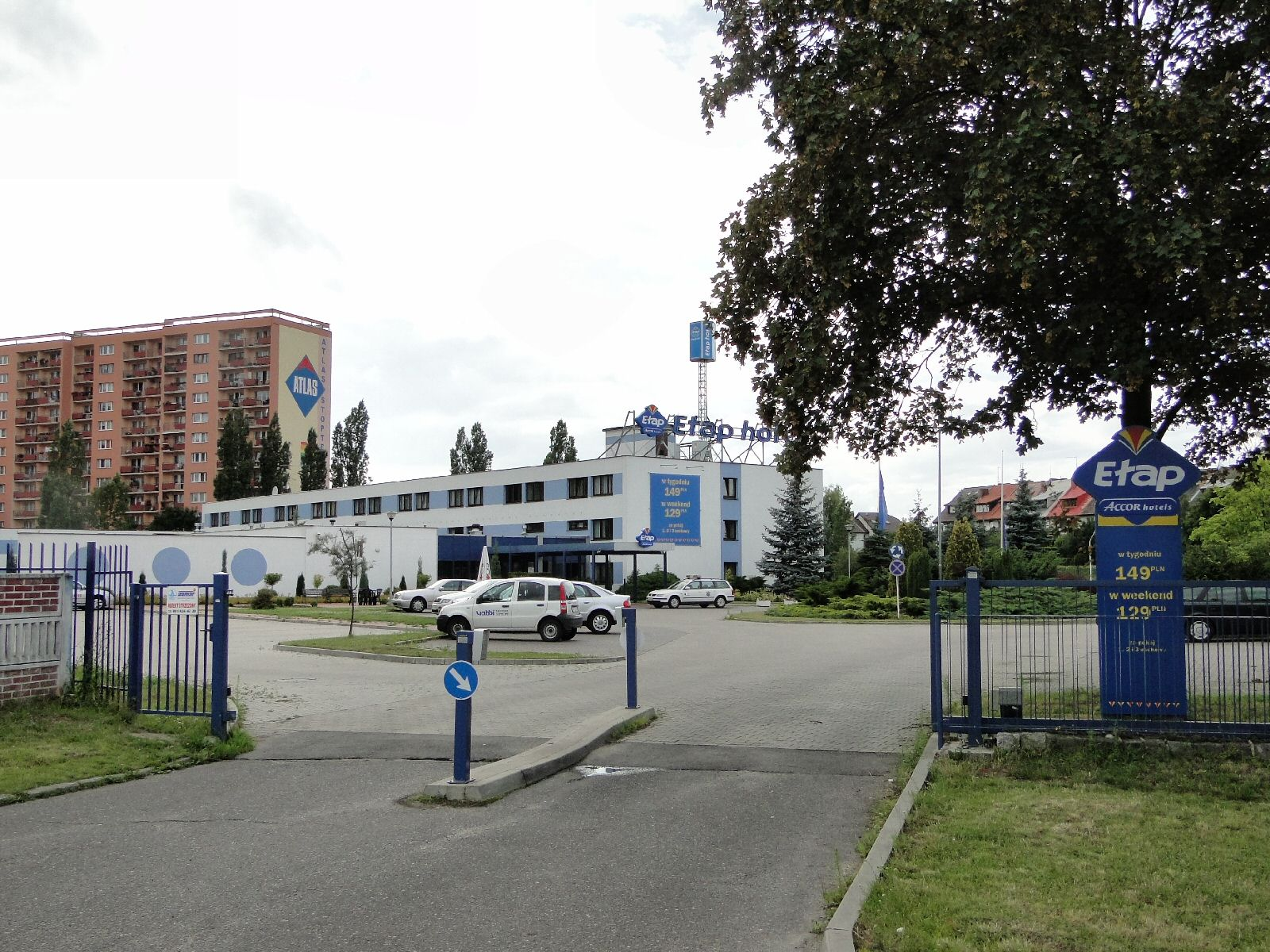
Dawny Hotel "Reda" - później "Etap" i "Ibis Budget"